# Establo Tagonoura (2000)
El Establo Tagonoura (田子ノ浦部屋, Tagonoura-beya) fue un establo de entrenamiento de sumo profesional. El establecimiento formó parte del ichimon Dewanoumi. Fue fundado en febrero del 2000 por el ex maegashira Kushimaumi tras independizarse del establo Dewanoumi. Sus instalaciones solían estar ubicadas dentro del barrio especial de Kōtō de la ciudad de Tokio. Para 2012, poseía un total de ocho luchadores.
El maestro Tagonoura nunca reclutó a luchadores de la Universidad Nihon a pesar de haber competido a nivel amateur para esa institución, y aunque tampoco reclutó a luchadores extranjeros, este siempre evitó a aquellos que fuesen de lugares ya conocidos en el sumo, como Hawái y Mongolia, prefiriendo incorporar al luchador tongano Hisanoumi en 2001, y luego al búlgaro Aoiyama (Daniel Ivanov) el cual se convirtió en el primer sekitori del establo y el primero en alcanzar el rango de maegashira #7 en enero de 2012.
El establo sufrió un serie de percances, incluyendo un ataque cardíaco del maestro Tagonoura en 2003, la muerte de un luchador de 17 años de la división sandanme en 2004 y la muerte de uno de sus yobidashi en 2008. Tras el fallecimiento de Tagonoura en 2012, el establo fue disuelto, con la mitad de sus luchadores siendo transferidos al establo Dewanoumi, mientras que la otra mitad, incluyendo a Aoiyama, fueron trasnferidos al establo Kasugano.

## Nombres de ring
Varios luchadores de este establo solían adoptar nombres de ring o shikona con el prefijo "Aoi" (碧), significado azul. Ejemplos incluyen a Aoiyama, Aokishin y Aozora.

## Dueños
- 2000–2012: El décimo cuarto (14°) Tagonoura Keihito (ex maegashira Kushimaumi)

## Exluchadores destacados
- Aoiyama
- Aotsurugi (futuro Hisanoumi)